# Hedeper
Hedeper település Németországban, azon belül Alsó-Szászország tartományban. Lakosainak száma 476 fő (2023. december 31.). Hedeper Börßum és Roklum községekkel határos.

## Népesség
A település népességének változása:
| Lakosok száma | 504  | 499  | 489  | 496  | 468  | 482  | 476  |
|               | 2015 | 2016 | 2017 | 2019 | 2021 | 2022 | 2023 |